# Angela Sarafyan
Angela Sarafyan (en arménien Անժելա Սարաֆյան), née le 30 juin 1983 à Erevan en Arménie, est une actrice américano-arménienne. Elle accède à la notoriété internationale par son interprétation du rôle de Clementine Pennyfeather dans la série télévisée de science-fiction Westworld (2016-2022).

## Biographie
Angela Sarafyan est née le 30 juin 1983 à Erevan, dans l'ex RSS d'Arménie, elle est la fille de Grigor Sarafyan, un acteur, et de Zarmine Sarafyan, une artiste peintre. Elle emménage avec ses parents aux États-Unis à l'âge de quatre ans.
Angela a fait ses études secondaires à la Francisco Bravo Medical Magnet High School (en) de Boyle Heights, un quartier de Los Angeles,.

## Carrière
Elle débute en 2000 dans la série Amy. Puis on la retrouve deux ans plus tard dans un petit rôle dans Buffy contre les vampires. 
En 2006, elle tourne dans les séries 24 Heures chrono et South of Nowhere. Elle débute au cinéma l'année suivante dans les films Kabluey et On the Doll. 
En 2009, elle joue dans Informers de Gregor Jordan. L'année suivante, elle rejoint le casting de Bailey et Stark. La même année, il est annoncé qu'elle interprète le rôle du vampire égyptien Tia dans Twilight, chapitre V : Révélation, 2e partie, la compagne du vampire Benjamin. 
En 2013, elle incarne la sœur de Marion Cotillard dans The Immigrant de James Gray. 
En 2016, elle tourne dans le film La promesse de Terry George, aux côtés de Christian Bale, Oscar Isaac et Charlotte Le Bon, et Les Sicarios avec Scott Eastwood. Puis, elle obtient un rôle secondaire dans Westworld, jusqu'à l'arrêt de la série en 2022,.
En 2019, elle tient le rôle principal du film We Are Boats, Francesca aux côtés de Luke Hemsworth (également présent dans Westworld),. La même année elle tient le rôle de Joanna dans le film Extremely Wicked, Shockingly Evil and Vile de Joe Berlinger aux côtés de Zac Efron, Lily Collins et John Malkovich.
En 2021, elle tourne dans le film Reminiscence de Lisa Joy (co-créatrice de Westworld) aux côtés d'Hugh Jackman, Rebecca Ferguson, Thandiwe Newton et Daniel Wu.

## Filmographie

### Cinéma

#### Longs métrages
- 2007 : Kabluey de Scott Prendergast : Ramona
- 2007 : On the Doll de Thomas Mignone : Tara
- 2008 : A Beautiful Life (en) d'Alejandro Chomski : Maggie
- 2009 : Informers (The Informers) de Gregor Jordan : Mary
- 2009 : Love Hurts de Barra Grant : Layla
- 2009 : Repo Chick d'Alex Cox : Giggli
- 2011 : A Good Old Fashioned Orgy d'Alex Gregory et Peter Huyck : Willow
- 2012 : Twilight, chapitre V : Révélation, 2e partie (The Twilight Saga : Breaking Dawn - Part 2) de Bill Condon : Tia
- 2012 : Lost and Found in Armenia de Gor Kirakosian : Ani
- 2013 : The Immigrant de James Gray : Magda Cybulska
- 2013 : Paranoïa (Paranoia) de Robert Luketic : Alison
- 2013 : Noise Matters de Matias Masucci : Sandy
- 2014 : Never de Brett Allen Smith : Rachel
- 2015 : Me Him Her de Max Landis : Heather
- 2015 : 1915 de Garin Hovannisian et Alec Mouhibian : Angela
- 2016 : La Promesse (The Promise) de Terry George : Maral
- 2016 : Les Sicarios (Mercury Plains) de Charles Burmeister : Alyssa
- 2016 : Me You and Five Bucks de Jaime Zevallos : Pam
- 2019 : Extremely Wicked, Shockingly Evil and Vile de Joe Berlinger : Joanna
- 2019 : We Are Boats de James Bird : Francesca
- 2020 : En Cage (en) (Caged) d'Aaron Fjellman : Amber Reid
- 2021 : Reminiscence de Lisa Joy : Elsa Carine
- 2021 : A House on the Bayou d'Alex McAulay : Jessica Chambers
- 2021 : King Knight de Richard Bates Jr. : Willow
- 2022 : Cours et tire (The Ray) de Christopher Borrelli : Maggie
- 2025 : G20 de Patricia Riggen
- 2025 : Superman de James Gunn : Lara Lor-Van

#### Courts métrages
- 2009 : Foolishly Seeking True Love de Jarrett Lee Conaway : Belle
- 2009 : Velvet de Peter Glanz : Beatrice
- 2014 : Night Vet de Julie Cobb : Franny / Zooey
- 2015 : Blackbird de Declan Whitebloom : Angel
- 2018 : Pin-Up de Liz Lachman : Sunny

### Télévision

#### Séries télévisées
- 2000 : Amy : Aisha Al-Jamal
- 2002 : Buffy contre les vampires (Buffy the Vampire Slayer) : Lori
- 2004 : The Shield : Sosi
- 2004 : Division d'élite (The Division) : Madison Grant
- 2005 : Wanted : Natalia
- 2006 : 24 heures chrono (24) : Inessa Kovalevsky
- 2006 : South of Nowhere : Paige
- 2006 : Les Experts : Manhattan (CSI : NY) : Sara Jackson
- 2007 : Retour à Lincoln Heights (Lincoln Heights) : Opal Woodford
- 2007 : Cold Case : Affaires Classées (Cold Case) : Philippa Abruzzi en 1919
- 2008 : US Marshals : Protection de témoins (In Plain Sight) : Tasha Turischeva
- 2008 : Mentalist (The Mentalist) : Adrianna
- 2009 : Les Mystères d'Eastwick (Eastwick) : Jenna
- 2009 : Hot Sluts : Alena
- 2010 : Bailey et Stark (The Good Guys) : Samantha
- 2010 : Childrens Hospital : Olga
- 2011 : Nikita : Oksana
- 2011 : Esprits criminels (Criminal Minds) : Lucy
- 2012 : New York, unité spéciale (Law and Order : Special Victims Unit) : Anna
- 2012 : Let's Big Happy : Olive
- 2015 : American Horror Story : Freak Show : Alice
- 2016 - 2022 : Westworld : Clementine Pennyfeather
- 2019 : Into the Dark : Tatum

### Jeu vidéo
- 2019 : Telling Lies : Max